# タイ国際航空311便墜落事故
タイ国際航空311便墜落事故（タイこくさいこうくう311びんついらくじこ）は、1992年7月31日にドンムアン空港（タイ王国バンコク）からトリブバン国際空港（ネパール・カトマンズ）へ向かっていたタイ国際航空311便（機材:エアバスA310-304、機体記号:HS-TID）がトリブバン国際空港への着陸進入中に墜落した航空事故である。同便はUTC7時00分26秒（ネパール標準時12時45分26秒、ICT14時00分26秒）、トリブバン国際空港の北方37km地点において時速300ノット (560 km/h)で標高11,500フィート (3,500 m)の山に激突し、乗員乗客113名全員が死亡した。

## 事故の経緯

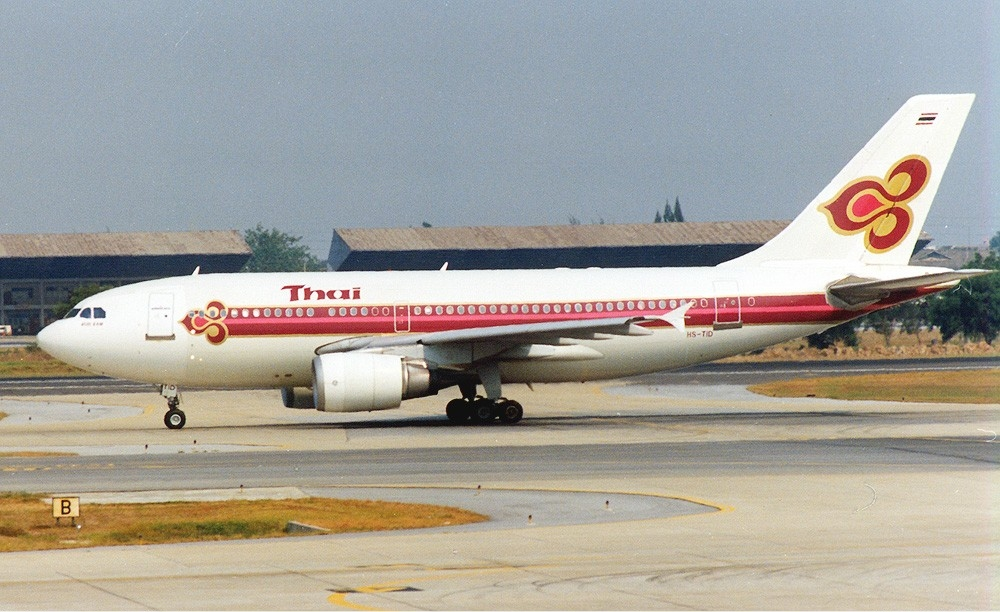
1992年4月に撮影された事故機

311便は現地時間10時30分（UTC+7）にバンコクを出発した。カトマンズには12時55分（ネパール標準時）に到着する予定だった。ネパール領空に進入後、同便は管制と交信し、滑走路20に対する「シエラVOR周回進入」と呼ばれる南方からの計器進入を許可された。当時ネパールの航空管制はレーダーを設置していなかった。
カトマンズVORの南方10海里 (19 km)にある基準点シエラの通過を報告して間もなく、311便は管制に「技術的な問題」によりインドのカルカッタにダイバートしたいと要請したが、管制が応答する前に自ら撤回した。同便はそれから滑走路02に対する直線進入である「シエラ進入」を許可され、高度9,500フィート (2,900 m)を切ったら報告するよう指示された。機長は空港付近の風向風速と視程状況を何度も尋ねたが、管制官は単に滑走路02が使用可能としか答えなかった。

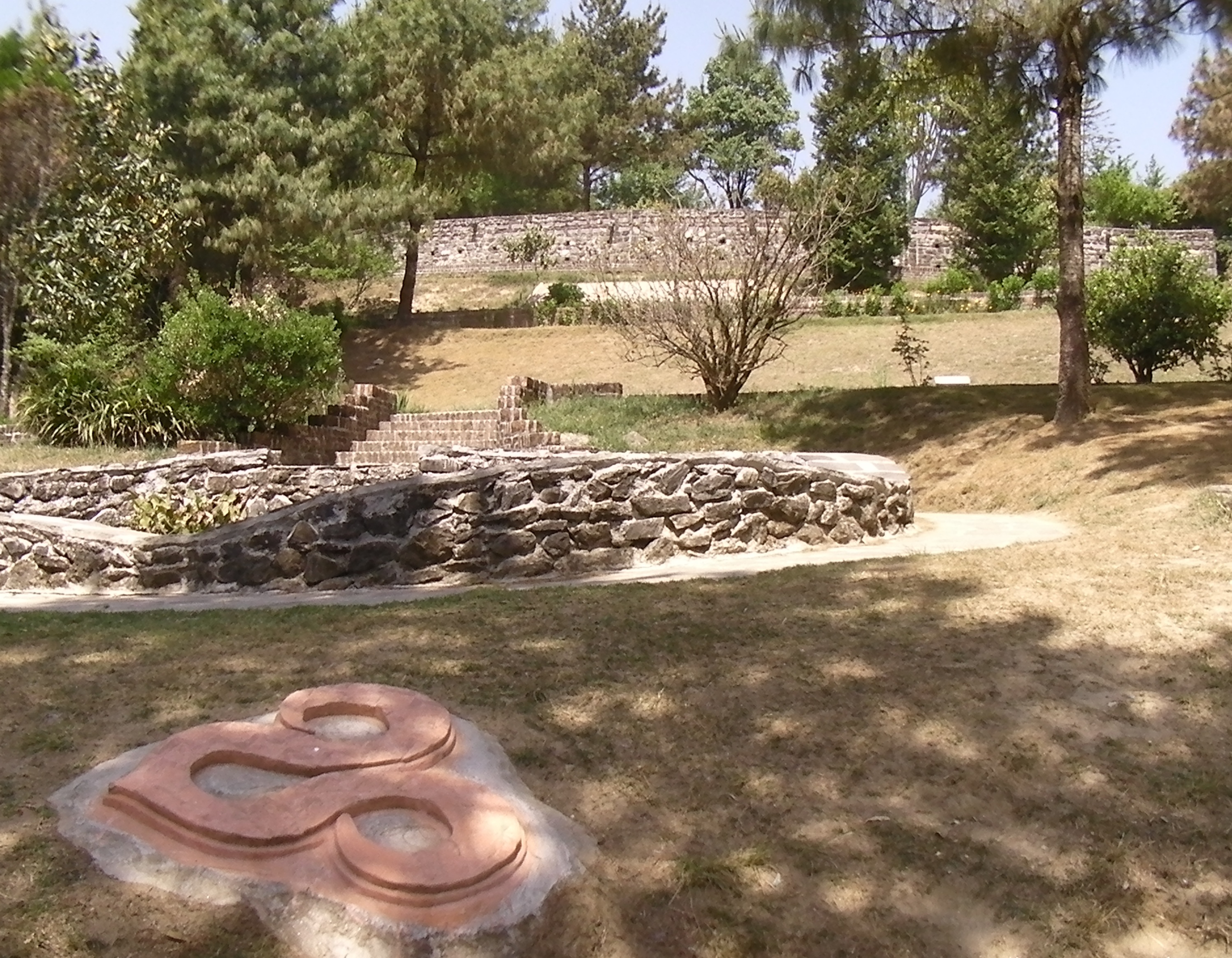
ネパールのカカニにある本事故の追悼公園

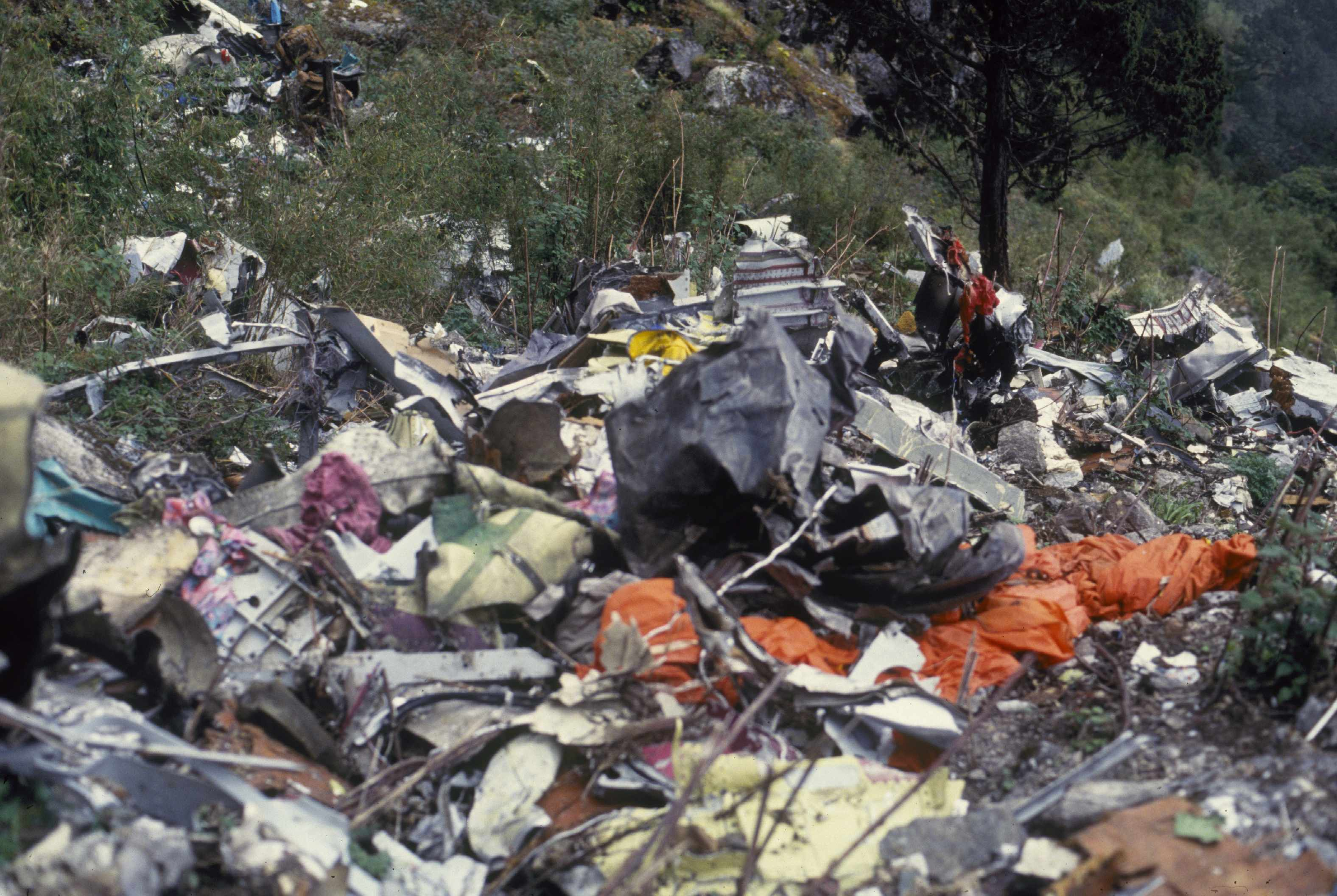
墜落現場

その後管制と311便の間で、同便の高度と空港までの距離について大変もどかしく解り難い交信が続いた。そうなった原因のひとつは担当した管制官がまだ9ヶ月しか実務経験のない新人だったことである。311便は既に空港に近付き過ぎており、シエラ進入を無理に続けると降下角が急になり過ぎるため、機長は進入をやり直すため基準点ロミオまで戻りたいと考えた。というのはタイ国際航空の進入チャートではシエラ進入の開始位置を基準点ロミオだとしていたためだが、これは実は誤った記述であり、正しくはカトマンズVORの南方16海里 (30 km)の地点が開始位置だったので、この行き違いから一層交信が混乱した。機長は以後4回に渡って左旋回してロミオに戻る許可を求めたが、話が噛み合わずまともな返答を得られなかったため、結局一方的に宣言して右旋回と18,000フィート (5,500 m)に向けての上昇を始めた。そこで担当管制官は、交信内容から311便が進入を放棄して南に転針したと推測し、高度を11,500フィート (3,500 m)に変更する指示をした。これは空港南方であれば安全な高度である。進入を放棄するつもりのなかった311便は改めて高度11,500フィート (3,500 m)に降下し、360度旋回して空港上空を北に通過して、僻地のランタン国立公園にある標高11,500フィート (3,500 m)の急峻な岩壁に激突した。墜落直前、地上接近警報が鳴ったため副操縦士は旋回を促したが、機長は機械のエラーと決めつけて最後まで回避操作を取らず、311便はそのまま墜落した。

## 事故原因
ネパール民間航空局とエアバス、および技術面を支援したカナダ運輸安全委員会の調査官により、311便は基準点シエラを通過した直後に内側の後縁フラップに不具合を生じたことが判明した。機長はフラップが故障した状態ではカトマンズへの複雑な計器進入は難しいと感じ、また管制官と311便の副操縦士の間の交信が曖昧に過ぎて質問に対する答が一向に得られないことに業を煮やして、カルカッタにダイバートすることにした。
その後フラップは突如として機能を回復したが、副操縦士が率先して動かなかったため、厄介な進入について機長自身が抱える仕事が増えてしまった。その後管制との間で極めてもどかしい交信を何度も繰り返した挙句、機長はやっと空港付近の十分な気象情報を得ることができたが、その時には既にカトマンズを飛び越えてヒマラヤ山脈へ向かっていた。

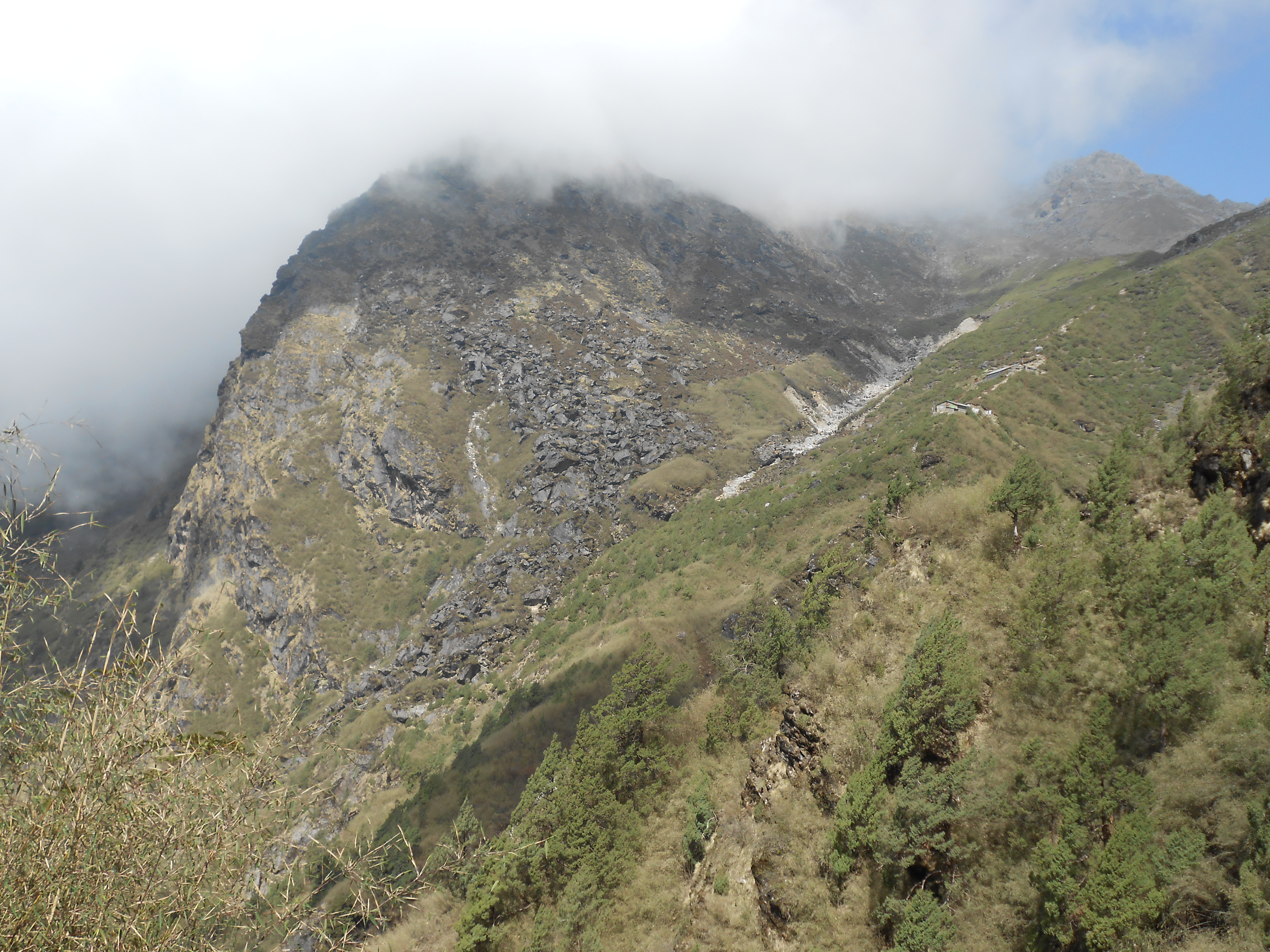
311便の墜落現場。ネパールのGhopteとTharepati峠の間に位置する

ネパール当局は事故原因として以下の要因を挙げた。
- 機長と管制官が状況認識（英語版）を誤ったこと
- 言語と技術的な問題により、機長が追い込まれ高負荷となったこと[6]
- 副操縦士が率先して動かず、機長の質問に対して明確に答えなかったこと
- 管制官が経験不足で英語が覚束ず、また障害地形に対して安全距離を取ることについて、操縦士側の問題だと看做して消極的だったこと
- 未熟な管制官に対する監督が不十分だったこと
- タイ国際航空がカトマンズへの複雑な進入について操縦士にシミュレータ訓練を未実施だったこと
- 機体に搭載されている飛行管理システムの使用方法が不適切だったこと[4]

## 乗客乗員
| 国籍             | 乗客 | 乗員 | 合計 |
| ---------------- | ---- | ---- | ---- |
| オーストラリア   | 1    | -    | 1    |
| ベルギー         | 5    | -    | 5    |
| カナダ           | 2    | -    | 2    |
| フィンランド     | 5    | -    | 5    |
| ドイツ           | 4    | -    | 4    |
| イスラエル       | 2    | -    | 2    |
| 日本             | 17   | -    | 17   |
| ネパール         | 23   | -    | 23   |
| ニュージーランド | 1    | -    | 1    |
| 韓国             | 2    | -    | 2    |
| スペイン         | 3    | -    | 3    |
| タイ             | 21   | 14   | 35   |
| イギリス         | 2    | -    | 2    |
| アメリカ合衆国   | 11   | -    | 11   |
| 合計             | 99   | 14   | 113  |

機長は41歳男性、副操縦士は52歳男性で、12名の客室乗務員が乗っていた。

## 事故後
本事故の後、311便はバンコク行の312便とともに欠番となり、それぞれ319便と320便に改名してエアバスA310で運航を続けた。その後2001年までにタイ国際航空のA310は退役し、今日ではボーイング777によって運航されている。
また、本事故の59日後にはカトマンズの南でパキスタン国際航空268便墜落事故が発生し、167名が死亡した。2023年6月現在、311便の残骸はランタン国立公園のGhopteからTharepati峠に通じる道沿いで見ることができる。

## 映像化
- メーデー!:航空機事故の真実と真相 第15シーズン第10話「The Lost Plane」 - この回でインタビューに答えた調査官は、「311便が墜落した場所は人間にとって過酷な環境だった」と述べた他、イギリスから派遣され事故調査に携わっていた調査官の1人が、登山中に低酸素血症を発症し合併症で亡くなったことも証言した。また、パキスタン国際航空268便墜落事故を扱った第18シーズン第1話「Kathmandu Decent」でも数か月前に起きた墜落事故としてこの回の映像が使われており、311便墜落事故調査の影響がこちらの事故調査に出ている事が明かされている。